# Quasipaa yei
Quasipaa yei is een kikker uit de familie Dicroglossidae.

## Naamgeving
De soort werd voor het eerst wetenschappelijk beschreven door Xiao-hong Chen, Wen-yuan Qu en Jian-ping Jiang in 2002. Oorspronkelijk werd de wetenschappelijke naam Paa yei gebruikt. De soort werd later geplaatst in andere geslachten zoals Nanorana en Yerana. In de literatuur is de wetenschappelijke naam hierdoor niet altijd eenduidig. De soortaanduiding yei is een eerbetoon aan de Chinese bioloog Chang-yuan Ye.

## Verspreiding en habitat
Quasipaa yei komt voor in Azië en is endemisch in China. De voor zover enige bekende populatie werd aangetroffen op een hoogte van 424 meter boven zeeniveau. Over de biologie en levenswijze van de kikker is nog vrijwel niets bekend.